# New Pokémon Snap
New Pokémon Snap is een opvolger van het in 1999 uitgebrachte Pokémon Snap voor de Nintendo 64. Het spel is een first-person simulatiespel met rail shooter gameplay. Het spel is ontwikkeld door Bandai Namco Studios en wordt uitgebracht door Nintendo en The Pokémon Company voor de Nintendo Switch. De release staat gepland voor 30 april 2021.

## Plot
Spelers reizen af naar de regio Lental waar ze een on-rails hovercraft gebruiken om Pokémon te onderzoeken door ze te fotograferen.